# Call of Duty: Black Ops 7
Call of Duty: Black Ops 7 é um futuro jogo de tiro em primeira pessoa desenvolvido em conjunto pela Treyarch e Raven Software e publicado pela Activision. É o vigésimo segundo título da série Call of Duty e o oitavo título principal. Na subsérie Black Ops, após Call of Duty: Black Ops 6 (2024). Ambientado em 2035, a história de Black Ops 7 — jogável em modo single player ou cooperativo — acompanhará uma equipe de agentes liderada por David Mason após Call of Duty: Black Ops II (2012). Assim como os títulos anteriores de Call of Duty, o jogo também incluirá um componente multijogador e o modo cooperativo Zumbis, baseado em rodadas. Black Ops 7 está previsto para ser lançado em 2025, para Microsoft Windows, Xbox One, Xbox Series X/S. PlayStation 4 e PlayStation 5, é o segundo título do Call of Duty que vai estar disponível no Primeiro dia no Xbox Game Pass.

## Jogabilidade e premissa
Call of Duty: Black Ops 7 será um jogo de tiro em primeira pessoa, apresentando uma campanha solo/co-op, um componente multijogador e o modo cooperativo Zombies baseado em rodadas. Situado em 2035 - dez anos após os eventos de Call of Duty: Black Ops II (2012)—a campanha seguirá o protagonista do Black Ops II, David Mason (Milo Ventimiglia) e sua equipe de agentes enquanto perseguem "um inimigo manipulador que usa o medo como arma acima de tudo."

## Desenvolvimento
Black Ops 7 está sendo co-desenvolvido pela Treyarch e Raven Software. Os detalhes iniciais sobre o jogo começaram a surgir no final de 2023, quando a Insider Gaming informou que o título seria uma continuação de Black Ops II, ambientado após a morte do principal antagonista do título, Raul Menendez. Mais detalhes sobre Black Ops 7, incluindo o cenário de 2035, a campanha cooperativa e o modo Zumbis, foram compartilhados em abril de 2025 por um indivíduo que supostamente participou de uma reunião de teste do "grupo de estudo" para o jogo.

## Marketing
Activision e Microsoft estreou oficialmente o primeiro trailer para Black Ops 7 durante o Xbox Games Showcase de 2025 em 8 de junho, e revelou o título do jogo e a premissa da história. No mesmo dia, A Variety compartilhou detalhes iniciais sobre o elenco do jogo, incluindo a escalação de Milo Ventimiglia como David Mason e a de Kiernan Shipka como Emma Kagan - a CEO de uma organização chamada "The Guild"; Michael Rooker também deve reprisar seu papel como Mike Harper, um personagem coadjuvante de Black Ops II.

## Lançamento
Black Ops 7 está previsto para ser lançado em 2025, para Microsoft Windows, Xbox One, Xbox Series X/S, PlayStation 4 e PlayStation 5. Ele estará disponível para assinantes de planos selecionados do Xbox Game Pass no dia do lançamento, incluindo Xbox Game Pass Ultimate e PC Game Pass.

## Ligações Externas
- Call of Duty (site oficial)